# نساء تحت الطبع (فلم)
نساء تحت الطبع هو فيلم مصري من إخراج نيازي مصطفى، عرض عام 1975.

## القصة
خروج أحد رجال العصابات من المطار، تهاجمه عصابة أخرى وتستولي على شنطة الماس، تحاول العصابة تصنيع الماس، فتضع خطة مستعينة بالجواهرجي، وشقيقه الترزي من أجل إعداد ثوب تزينه الجواهر المهربة، تنجح العصابة في عملياتها، تدفع العصابة بالراقصة زيزي من أجل إغواء الفتاة ليلى أن ترتدى الفستان، وأن تسافر به.

## الممثلون
- سهير رمزي
- حسين فهمي
- عادل أدهم
- نجوى فؤاد
- عزيزة حلمي
- زين العشماوي
- السيد راضي
- سلامة إلياس
- نبيلة قابيل
- إبراهيم سكر
- إبراهيم صبحي
- راقية الدماطي
- أمير صادق
- ليلى حسين
- رضا العشماوي
- فؤاد عفيفي
- نادية أنور
- محمد جلال
- حسني كلود
- ليلى صادق
- سيد أحمد
- حسن سيف الدين
- أميرة فؤاد
- عبدالعظيم شعلان
- محمد رفعت
- شعبان حسين
- وحيد يسري
- شفيق جلال
- نادية منيب
- رجاء صادق[6]

## طاقم العمل
- تأليف: محمد عثمان. (قصة وسيناريو وحوار)
- إخراج: نيازي مصطفى   (مخرج)
- صوت: نصري عبد النور (مهندس الصوت)
- ديكور: نهاد بهجت (مهندس المناظر)
- إنتاج: فريد ادم (منتج)، جلال مصطفى (مونتير)
- الموسيقى التصويرية: منتجات عالمية.
- مدير التصوير: علي خيرالله